# 欧州連合軍事委員会
欧州連合軍事委員会（おうしゅうれんごうぐんじいいんかい、英語：European Union Military Committee、略称：EUMC）は、欧州連合による共通外交・安全保障政策（CFSP）を実行に移すため、欧州連合外務・安全保障政策上級代表と政治・安全保障委員会（PSC）の下に置かれる軍部当局の機関である。軍事委員会は政治・安全保障委員会と上級代表に軍事的助言を与え、欧州連合軍事参謀部の監督を実施する。
欧州連合軍事委員会はニースで開催された欧州理事会によって、2001年12月正式に設立される。そして幾つかの防衛・安全保障関連体の内の一つは1999年12月に決定されたヘルシンキ目標の結果として設立される。欧州軍事委員会はブリュッセルにて定期的に常設軍人代表である委員長が選出され、候補者は加盟国の国軍参謀総長から選ばれ、多くの場合その階級は陸海空軍大将であるものの、時折二つ星または三つ星将官（すなわち少将か中将にあたる）が選出されることが認められている。同様の軍事委員会は北大西洋条約機構内にも設けられており、そして欧州連合と北大西洋条約機構の双方に加盟している国については、ほとんどの場合で両組織の常設軍人代表として同一人物が選出され兼務している。欧州軍事委員会議長は防衛参謀総長（CHOD）によって選ばれ、欧州連合外務・安全保障政策上級代表によって任命される四つ星級将官（すなわちNATO階級符号 OF-9相当）で、陸・海および空軍大将が概ねそれにあたる。委員長の任期は3年間で欧州軍事委員会のスポークスマンである。委員長は政治・安全保障委員会の防衛・安全保障に関わる問題を扱う審議会に出席する。

## 歴代委員長
| 氏名・階級                                                     | 所属国       | 期間            |
| -------------------------------------------------------------- | ------------ | --------------- |
| グスタフ・ハッグルンド陸軍大将 en:Gustav Hägglund              | フィンランド | 2001年 - 2004年 |
| ロランド・モスカ・モスキーニ陸軍大将 en:Rolando Mosca Moschini | イタリア     | 2004年 - 2006年 |
| アンリ・ボンテジャー陸軍大将 en:Henri Bentégeat                | フランス     | 2006年 - 2009年 |
| ホーカン・スィリン海軍大将 en:Håkan Syrén                      | スウェーデン | 2009年 - 2012年 |